# L'enigma della pistola
L'enigma della pistola (titolo originale Death of a Demon) pubblicato in Italia anche con il titolo La notte della verità è la trentacinquesima novella gialla di Rex Stout con Nero Wolfe protagonista.

## Storia editoriale
Il racconto fu pubblicato per la prima volta sulla rivista The Saturday Evening Post in tre puntate (10 - 24 giugno 1961) e in formato libro nella raccolta Homicide Trinity nel 1962.

## Trama
La signora Hazen visita la vecchia casa d'arenaria per mostrare a Nero Wolfe la pistola con la quale non ucciderà suo marito; nonostante il bizzarro messaggio, il marito della signora (il quale, si scopre, era un ricattatore privo di scrupoli) viene realmente ritrovato assassinato. La vedova viene subito sospettata e solo con l'intervento dell'investigatore riuscirà a liberarsi dall'accusa di omicidio.

### Personaggi principali
- Nero Wolfe: investigatore privato
- Archie Goodwin: assistente di Nero Wolfe e narratore di tutte le storie
- Saul Panzer: investigatore privato
- Nathaniel Parker: avvocato
- Lon Cohen: giornalista
- Barry Hazen: esperto di pubbliche relazioni
- Lucy Hazen: moglie di Barry
- Signora Oliver, Anne Talbot, Ambrose Perdis, Jules Khoury: clienti di Barry
- Ted Weed: collaboratore di Barry
- Cramer: ispettore della Squadra Omicidi
- Purley Stebbins: sergente della Squadra Omicidi

## Critica
"Questa storia ricorda due diversi racconti di Sherlock Holmes: "La casa vuota" e "Charles Augustus Milverton", perché ad Archie capitano delle avventure in una casa che, si suppone, dovrebbe essere vuota e uno schema di ricatti è alla base della trama della storia di Stout. Questo è un pezzo di scrittura divertente, dal passo veloce, con un buon enigma per la trama, personaggi interessanti e credibili, azione in abbondanza e un bel po' di suspense. Gli indizi sono ben esposti fin quasi alla fine, quando Stout fa rivelare a Wolfe il nome dell'omicida prima che l'indizio finale (e il più importante) venga svelato. Stout si affida alle coincidenze ancora più del solito in questa storia. Due esempi: la cliente di Wolfe prende una decisione importante  per la sua vita nello stesso giorno in cui l'omicida decide di agire. Il ricattatore e una delle vittime casualmente possiedono lo stesso tipo di pistola. Malgrado tutte le coincidenze, questa storia avrebbe avuto una valutazione più alta se Stout avesse giocato in maniera leale con il lettore."
"Death of a Demon ha alcune delle migliori scene di azione nelle storie di Wolfe (capitolo 5) L'accento è posto sulla strategia che Archie usa per tenere a bada i "cattivi", piuttosto che sulla violenza. Le strategie di Archie sono spesso di interesse narrativo: fanno parte della trama del racconto, anziché essere azione violenta fine a se stessa. [...] Le azioni dell'eroina all'inizio, e le loro conseguenze (capitoli 1-3) sono considerevolmente più interessanti dell'effettiva trama del delitto; queste, e la scena di azione (capitolo 5) rendono questi capitoli di apertura più interessanti della seconda metà della storia, che si concentra sul delitto principale. [...] La premessa è originale. Non ho mai visto niente del genere in altri racconti. La visita iniziale dell'eroina a Wolfe dà il via a una serie di eventi della trama. Questi seguono logicamente l'uno all'altro. Una sequenza della trama così ben costruita di solito favorisce una buona narrazione, come avviene qui. Perché il mistero del delitto principale non è interessante? La trama del delitto può essere riassunta rapidamente: "Vittima spara a ricattatore. Fine." Abbiamo tutti già letto questa trama. Non è creativa. È anche breve e semplice. Gli unici indizi per l'identità dell'omicida vengono dalla trappola di Nero Wolfe (spiegata nell'ultima parte del capitolo 9). Non fanno parte del caso dell'omicidio in sé. Anche questo è deludente."

## Edizioni
- Rex Stout, La notte della verità, collana I gialli di Amica per l'estate, Rizzoli, 1965,  p. 23.
- Rex Stout, Nero Wolfe in l'enigma della pistola, traduzione di Hilia Brinis, collana I romanzi brevi di Rex Stout (n. 12), Arnoldo Mondadori Editore, 1984,  p. 253.